# Робич, Иво
Иво Робич известный, как Мистер Морген (хорв. Ivo Robić; 29 января 1923, Гарешница, Хорватия — 9 марта  2000, Загреб, Хорватия) — хорватский композитор, певец и поэт. Пионер югославской популярной музыки начала 1950-х годов.

## Биография
Музыкальную карьеру начал в 1943 году в качестве певца в оркестре, выступавшем в баре «Grill Room» в Загребе. Позже Иво успешно выступил на прослушивании радиостанции «Zagreb» и начал выступать в радиопередаче «Državne krugovalne postaje Zagreb». В 1943 году был мобилизован в армию. Ему удалось попасть в Просветительский батальон образовательного отдела Министерства вооруженных сил, благодаря чему он продолжал петь и избежал отправки на фронт. В 1949 году Робич записал свою первую пластинку «Ti ni ne slutiš / Kad zvjezdice» и с 1950 года выступал в отеле «Kvarner» в Опатии — месте, которое станет его основной сценой до конца 1980-х годов.
Робич плодотворно работал с композитором и автором песен Марией Кинель, в результате чего появляются такие песни, как «Uzalud plačeš», «Ko divan san», «Čežnja i Jadran u noći» (1953), «Samo jednom se ljubi» (1956), «Srce laku noć» (1956).
В 1953 году Робич победил на фестивале Zagrebfest с песней «Ta tvoja ruka mala».
Во время одного из выступлений в 1955 году он привлёк внимание владельца ночного клуба из баварского городка Хофе, который был восхищён исполнением Робича и пригласил певца выступать в его клубе, благодаря чему следующие семь месяцев Иво жил и работал в Германии. В 1956 году Робич произвёл хорошее впечатление на представителей звукозаписывающей компании «Supraphon» из Чехословакии, успешно прошёл конкурсный отбор и получил возможность записать новый сингл под названием «Vaš dum šel spat». Благодаря сотрудничеству с «Supraphon» до 1965 года записал 55 синглов.
В 1957 году Робич представляя СФРЮ, выступил на выставке в Лейпциге вместе с белградской певицей Лолой Новакович. Годом позже представители звукозаписывающей компании «Polydor» из Гамбурга предложили ему сделать первую пробную запись — так родилась «Morgen» — песня швейцарского композитора П. Мёссера в аранжировке оркестра Берта Кемпферта. Менее чем за год сингл «Morgen» стал золотым и принёс Робичу «Бронзового льва» — награду известного и влиятельного тогда радио Люксембурга. Песня успешно заняла 13 место в чарте Top 40 (по состоянию на 21.09.1959) и 23 место в британском чарте (по состоянию на 7.11.1959).
Иво Робич продолжил работать с Кемпфертом, который тогда руководил одним из самых популярных оркестров в Германии. Вместе они записали один совместный альбом и 14 синглов для «Polydor», в том числе и такие хиты, как «Muli Song», «Mit 17 fängt das Leben erst an», «Rot is der Wein» и «Fremde in der Nacht» («Strangers in the Night»).
В 1960-е годы Иво также активно выступал в Югославии. В 1958 году вместе с маленькой Зденкой Вучкович он триумфально исполнил песню «Mala djevojčica» на фестивале в Опатии, где их дуэт победил. Эта песня несколько лет исполнялась на радио вместе с такими хитами, как «Tampico», «Baš je divan sunčan dan», «Tvoj и Srček dela tika taka». Затем последовало успешное выступление на фестивале в Сплите с песней «Moja kala» в 1963 году, а также успешный дуэт с Аницом Зубович — песня «Crne marame». В 1964 году Иво выступил на фестивале в Загребе с песней «Golubovi», а годом позже с песней «Zbog čega te volim», которую посвятил Загребу.
Одновременно снялся в кинофильме «Ljubav i moda».
Со сменой музыкальных пристрастий публики Робич ушёл с большой сцены и начал выступать на региональных фестивалях, совершил туры по Германии, Америке и Австралии.
И. Робич — популярный хорватский певец, один из первых в СФРЮ, кто сумел построить успешную международную карьеру. Талантливый исполнитель, композитор, автор таких хитов, как «Rodni moj kraju» (1947), «Srce, laku noć» (1954), «Samo jednom se ljubi» (1957) и «Mužikaši» (1966). Отлично играл не только на фортепиано, но также владел саксофоном, кларнетом, флейтой и контрабасом.
Похоронен на кладбище Мирогой.

## Избранная дискография
Синглы:
- 1949. Ti ni ne slutiš/ Kad zvjezdice male
- 1950. Ritam veselja
- 1951. Serenada Opatiji
- 1952. Siboney
- 1953. Ta tvoja ruka mala
- 1953. La Paloma
- 1954. Ta tvoja ruka mala
- 1956. Nekada sam i ja volio plavo cvijeće
- 1956. Samo jednom se ljubi,- C-6499
- 1957. Que sera sera
- 1958. Prva ljubav / Samo jednom se ljubi, -SY 102
- 1958. Granada / Mexico,-SY 1027
- 1958. Mala djevojčica (Opatija ’58) / Kućica u cveću, -SY 1038
- 1959. Kao prije (Come prima) Taccani,
- 1961. U mom srcu / Lijepa zemljo moja,-EPY 3008
- 1961. Samo jednom se ljubi / Ja ću doć… / Ne plači / Za tobom čeznem,-EPY 3026
- 1961. Kroz Dalmaciju s Ivom Robićem,-EPY 3110
- 1962. Orfejeva pjesma / Marjolaine / I Sing Amore / Jesen na Zrinjevcu,-EPY 3072
- 1963. La paloma (Bijeli golub) / Adio, Mare,-SY 1188
- 1964. Sedamnaestogodišnjoj / Pozdrav na rastanku / Moj sunčani kut / Sucu-sucu,-EPY 3122
- 1964. «08» Ching — Ching — Ching / Jednom ćeš shvatiti / Adios, amigo / Znam da pripadaš drugome,-EPY 3294
- 1967. Stranci u noći / Volim te / Lijep je naš dan / U nama- EPY 3779
- 1968. Dugo toplo ljeto/Ti i ja/Svijet iza nas / Serenada Opatiji, -EPY 3981
- 1968. U plavo jutro / Pjesma za tebe / Ja želim/Zašto te toliko volim,-EPY 4106
- 1970. Nitko nije sretniji od mene / Riječko veče,-SY 1621
- 1970. Daj, otpri obločec / Najlepše reči, -SY 1662
- 1971. Tko je znao / Ti meni značiš sve,-SY 11877
- 1971. Grade moj / Zaljubljen u svoj grad,-SY 21836
- 1974. Ti nikad zaboravit nećeš (Zagreb ’74) / Kuda sad,-SY 22731

Альбомы:
- 1956. Pjeva Vam Ivo Robić,-LPM 12
- 1957. Cowboyske pjesme, -LPM 13
- 1959. Ivo Robić uz Zabavni orkestar Ferde Pomykala, -LPY-44
- 1963. Ivo Robić i orkestar Krešimira Oblaka, Jugoton-LPY 625
- 1965 Jubilarni koncert, Jugoton-LPY-658
- 1969 Milion i prva ploča,-LPVY-S-778
- 1972. Ivo Robić Pjeva melodije Nenada Grceviča,-LSY-60966
- 1976. Sav svijet je tvoj,-LSY-61233
- 1977. 18 zlatnih hitova,-LSY-61362
- 1984. Žuto lišće jeseni,-LSY 61970
- 2001. Pjeva Vam Ivo Robić — Izvorne snimke 1949—1959, Croatia Records-CD 5413530
- 2002. 20 zlatnih uspjeha, Croatia Records-CD D 5 04789 6
- 2006. The Platinum Collection, Croatia Records- 2CD 5706526
- 2007. Mister Morgen, Croatia Records-CD 5729687

Пластинки, выпущенные в Германии:
- 1959. Morgen / Ay, Ay, Ay Paloma, Polydor-23 923
- 1959. Rhondaly / Muli-Song , Polydor-24 138
- 1959. Seine Grosse Erfolge, Polydor-LSY-LPHM 84045
- 1960. Endlich / So allein, Polydor-24 234
- 1960. Mit 17 fängt das Leben erst an (Save the Last Dance for Me) / Auf der Sonnenseite der Welt, Polydor-24 405
- 1961. Tiefes blaues Meer / Wenn ich in deine Augen schau, Polydor-24 540
- 1962. Jezebel / Glaub’ daran, Polydor- 24 672
- 1962. Ein ganzes Leben lang / Ich denk’ nur an’s Wiedersehen, Polydor-24 897
- 1963. Danke schön! / Geh’ doch nicht vorbei, Polydor-52 001
- 1963. Danke schön ! / Traumlied, Polydor-52 160
- 1964. Hochzeit in Montania / Laß’ dein little Girl nie weinen, Polydor-52 352
- 1964. Sonntag in Amsterdam / Zuhause, wieder zuhause sein, Polydor-52 249
- 1966. Fremde in der Nacht / Wiederseh’n, Polydor-52 708
- 1966. Rot ist der Wein / Wer so jung ist wie du, Polydor-52 637
- 1966. Mit 17 fängt das Leben erst an, Polydor- 2416 227
- 1966. Schlager-Erinnerungen mit Ivo Robić, Karussell-535 005
- 1967. Die Welt war schön / Geh nicht vorbei, Polydor-52 875
- 1968. Ivo Robić: Singt Kaempfert Erfolge, Polydor-249 270 LP
- 1968. Ivo Robić: Singt Kaempfert Erfolge, Polydor-249 270 LP
- 1968. Gold stucke, Karussell-2876036
- 1969. Geh doch nicht am Glück vorbei / Wer das Wunder kennt, Polydor-53 157 .
- 1969. Unvergessene Hits,Polydor-31 909 5
- 1971. Ich zeig’ Dir den Sonnenschein / Die erste Liebe im Leben, Polydor-2041 160
- 1972. Ihre schönsten schlager, Luxor Gold-41030
- 2006. Singt Bert Kaempfert , Bear Family-BCD 16737 AH

Пластинки, выпущенные в Чехословакии:
- 195?. Ivo Robič (How high is the moon/Day by day/Someone to wathch over me/Answer me) SU 1051
- 1959. Ivo Robič sings in English (So in love/Memory/The nearness of you/I only have eyes for you) SUED 1066K
- 1959 Hit Parade, Supraphon-SUB 13070
- 1965. Love songs with Ivo Robič (Love Me Tender/All Alone Am I / Una Lacrima Sol Viso/Uno Per Tutto) SUK 36195
- Hit Parade, Supraphon-SUB 13070
- Ivo Robič (Blueberry Hill/The sunflower/You, me and us/Cindy, oh Cindy) SUED 1067K
- Ivo Robič sings (Unchained Melody/Whatever will be, will be/Good Night /Wake The Town And Tell) SUK 33388
- Diana / Buena Sera,-SUN 45018